# Klaus Klang

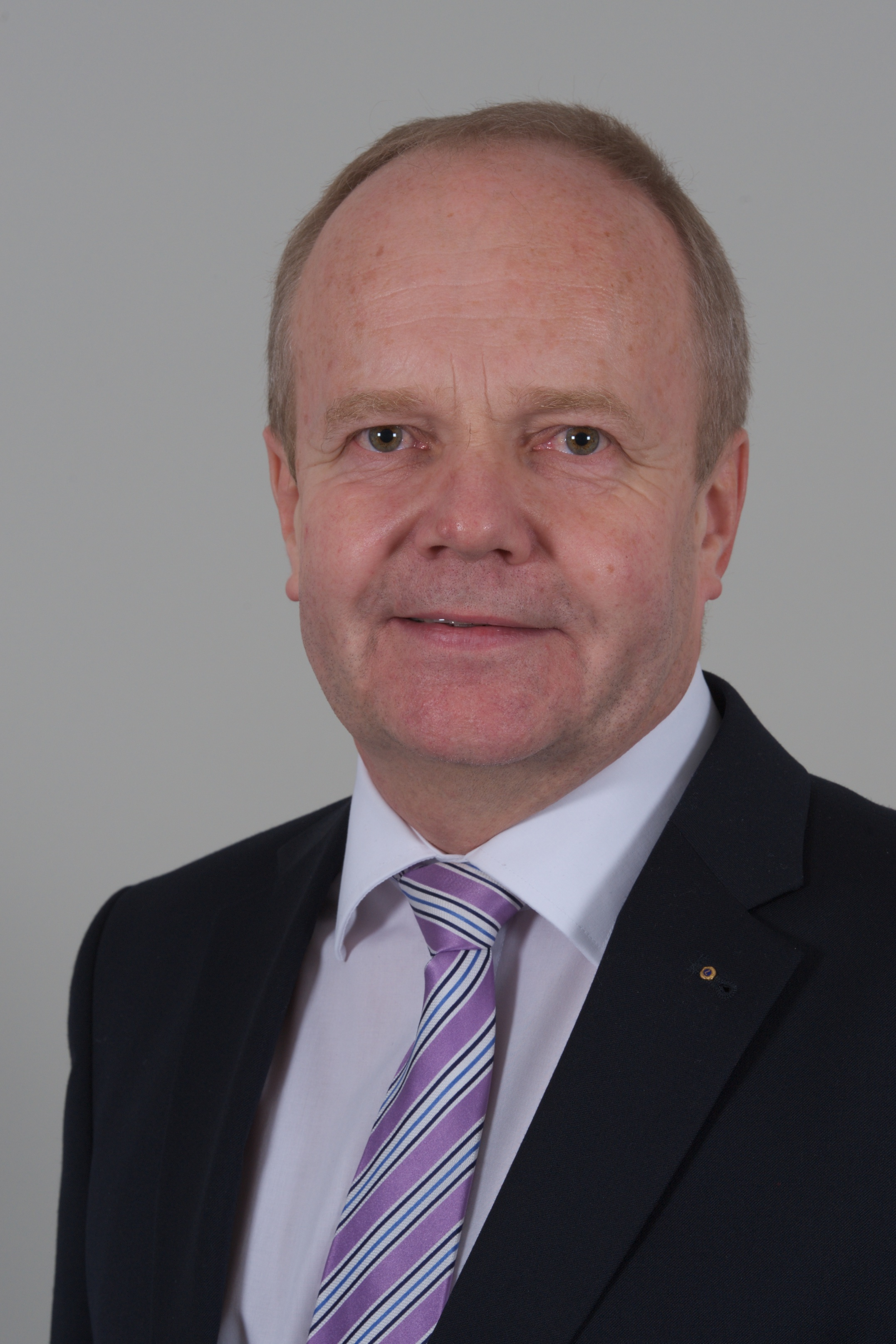
Klaus Klang 2012

Klaus A. Klang (* 4. Juli 1956 in Soltau) ist ein deutscher politischer Beamter. Er war von 2011 bis 2016 Staatssekretär im Ministerium für Landesentwicklung und Verkehr des Landes Sachsen-Anhalt und von 2016 bis zum 31. Januar 2022 Staatssekretär im Landesfinanzministerium.

## Leben und Beruf
Nach dem 1975 am Gymnasium Soltau abgelegten Abitur leistete Klang seinen Wehrdienst. Von 1976 bis 1981 studierte er Rechtswissenschaften an der Christian-Albrechts-Universität Kiel und schloss mit der ersten juristischen Staatsprüfung ab. 1986 wurde er zum Dr. jur. promoviert, 1987 folgte die zweite juristische Staatsprüfung.
1983 nahm Klang eine Tätigkeit bei der EU-Kommission in Brüssel auf. Von 1987 bis 1991 arbeitete er in der niedersächsischen Landesverwaltung, zunächst bei der Bezirksregierung Hannover, später im niedersächsischen Innenministerium. 1991 wechselte er als Referatsleiter ins Ministerium des Innern des Landes Sachsen-Anhalt. Von 2003 bis zu seiner Ernennung zum Staatssekretär leitete er die für Kommunalangelegenheiten und Wahlen zuständige Abteilung. Seit 2006 nahm er zugleich die Funktion des Landeswahlleiters wahr.
Klaus Klang ist verheiratet und hat drei Kinder.

## Politik
Klang ist seit 1984 Mitglied der CDU.
Am 20. April 2011 wurde Klang zum Staatssekretär im von Thomas Webel (CDU) geführten Ministerium für Landesentwicklung und Verkehr des Landes Sachsen-Anhalt ernannt. Mit der Aufstellung des Kabinetts Haseloff II 2016 wechselte er unter Minister André Schröder ins Finanzministerium. Auch im Kabinett Haseloff III blieb Klang unter Minister Michael Richter dort Staatssekretär, bis er am 31. Januar 2022 in den Ruhestand verabschiedet wurde. 